# The Whole of the Law
The Whole of the Law (рус. Весь Закон) — девятый студийный альбом британской группы Anaal Nathrakh. Альбом выпущен 28 октября 2016 года на Metal Blade Records.

## Отзывы критиков
Кристофер Людтке из Metal Injection присвоил альбому оценку 9 из 10, написав: «The Whole Of The Law — одно из самых лучших творений группы за всю их карьеру. Точно в одном ряду с „Constellation“. [Этот альбом] — звуки Армагеддона». Дэвид Оберлин из Soundscape оценил альбом на максимально возможные 10 баллов, заявив, что «проверенные методы и резкие тона Anaal Nathrakh делают альбом примером для подражания. […] Этот альбом преступно невменяем, или, иными словами, гениален».

## Список композиций
| №   | Название                                         | Длительность |
| --- | ------------------------------------------------ | ------------ |
| 1.  | «The Nameless Dread»                             | 1:11         |
| 2.  | «Depravity Favours the Bold»                     | 3:07         |
| 3.  | «Hold Your Children Close and Pray for Oblivion» | 3:35         |
| 4.  | «We Will Fucking Kill You»                       | 3:54         |
| 5.  | «…So We Can Die Happy»                           | 4:05         |
| 6.  | «In Flagrante Delicto»                           | 3:38         |
| 7.  | «And You Will Beg for Our Secrets»               | 3:20         |
| 8.  | «Extravaganza!»                                  | 4:12         |
| 9.  | «On Being a Slave»                               | 5:39         |
| 10. | «The Great Spectator»                            | 3:45         |
| 11. | «Of Horror, and the Black Shawls»                | 5:41         |

## Участники записи

### Anaal Nathrakh
- Мик Кенни — гитары, программирование, сведение, мастеринг, продюсирование, обложка
- Дэйв Хант — вокал

### Приглашённые музыканты
- Gore Tech — электроника (трек 6 и 10)
- G.Rash — гитара (трек 11)
- Эндрю Кнудсен — бэк-вокал (трек 4)
- The Shid — бэк-вокал (трек 11)